# Pierre Souletie
Pierre Souletie, né à Cornil le 12 février 1910, mort pendu par les nazis à Tulle le 9 juin 1944, est un ouvrier métallurgiste et résistant, responsable corrézien de l’Armée Secrète.

## Biographie
Pierre Souletie est né le 12 février 1910 à Cornil (Corrèze). Il est l'époux de Marthe Ganne avec qui il a eu deux enfants, Serge et Monique. Il exerçait la profession de tourneur sur métaux à l’usine de La Marque à Tulle. 
Dès le début de l'occupation allemande, sollicité par Martial Brigouleix, il s'engage en Résistance et rejoint l'Armée secrète et forme avec une dizaine d’autres le premier noyau de la Résistance dans l'arrondissement de Tulle. Résistant complet, il mène de front les opérations les plus diverses et les plus délicates. Correspondant des Mouvements unis de la Résistance (MUR), il est leur principal distributeur de journaux et de tracts et voyage entre la Haute-Vienne et la Corrèze, pendant plus de 3 mois. Il forme dans la région de Tulle et en particulier à l'usine de La Marque les premiers sizaines et dizaines de l’Armée Secrète, et leur montre le maniement des quelques armes qui ont été parachutées. Afin de désorganiser la machine de guerre allemande en sabotant son industrie, Pierre Souletie, avec l’aide de Monsieur Tintignac, lance les bases d’un syndicat illégal : le Mouvement Ouvrier Français Libre (MOFL), reconnu par le comité d’Alger.
Dans l'année 1942, les plans d’investissement de Tulle et d’action insurrectionnelles de Martial Brigouleix sont déjà prêts, mais les armes ne sont pas suffisantes pour armer les 19 compagnies prévues. Alors pendant l’hiver 1942-1943, Martial Brigouleix chef de l’Armée Secrète (AS) de Tulle, un agent de l’Intelligence Service et Pierre Souletie reconnaissent dans la région plusieurs terrains de parachutage et les font homologués par la RAF.
L'exécution de Martial Brigouleix en octobre 1943, jette le deuil dans les rangs de la Résistance Tulliste, mais avec quelques-uns Pierre Souletie, lieutenant de l'Armée Secrète, continue à « aller de l’avant ». Sa maison devient plus que jamais une boite aux lettres, un relais, un refuge pour ceux qui sont traqués la Gestapo ou la police de Vichy. Pierre Souletie demande des parachutages d’armes et de matériel à Londres, on sent déjà que l’heure H approche. Il est parmi les volontaires, qui iront malgré le froid et les postes de guet allemands, ramasser le précieux butin en particulier dans le secteur Saint-Clément-Lagraulière.
Le 28 mai 1944, alors qu'il est responsable du groupe Nord de la ville de Tulle, le commandement FFI de la Région lui annonce que le débarquement est proche et lui demande de « rester à son poste quoi qu’il arrive : il serait avisé à temps » . 
Le 9 juin 1944, envoyé avec une foule d'autres à la Manufacture, sous prétexte de vérifier son identité, Pierre Souletie et son beau-frère Lucien Ganne,,, sont du lot que les nazis destinent à la potence avec 97 autres suppliciés.